# Electrolit în stare solidă
Un electrolit în stare solidă (SSE) este un conductor ionic solid și un material izolator pentru electroni, fiind componenta cheie a bateriilor cu stare solidă. Are un rol esențial în aplicațiile de stocare a energiei electrice (EES), înlocuind electroliții lichizi, în special cei din bateriile litiu-ion. Avantajele sale principale includ:
- Siguranță sporită: Elimină riscul de scurgeri de solvenți organici toxici și reduce inflamabilitatea.

- Stabilitate: Oferă stabilitate mecanică și termică excelentă, previne nevolatilitatea și are o autodescărcare scăzută.

- Performanță îmbunătățită: Permite densitate de putere mai mare, ciclabilitate extinsă și procesare ușoară.[3]

Un exemplu semnificativ este posibilitatea utilizării unui anod metalic de litiu într-un dispozitiv practic. Spre deosebire de electroliții lichizi, SSE suprimă formarea dendritelor de litiu, permițând un anod cu capacitate mai mare (3860 mAh g−1) și potențial de reducere mai scăzut, cum ar fi litiul (-3,04 V vs SHE) comparativ cu grafitul tradițional (372 mAh g−1). Acest lucru deschide calea către baterii reîncărcabile mai ușoare, mai subțiri și mai ieftine.
În plus, acest lucru permite atingerea densităților gravimetrice și volumetrice de energie, suficient de mari pentru a atinge 804 km pe o singură încărcare într-un vehicul electric. Cu toate acestea, există încă provocări: conductivitatea ionică a SSE-urilor este mai scăzută decât cea a electroliților lichizi. 
Deși cercetarea este în curs de desfășurare, mulți producători auto (Toyota, BMW, Honda, Hyundai) anticipează integrarea SSE-urilor în dispozitive viabile și comercializarea vehiculelor electrice cu baterii cu stare solidă până în 2025.

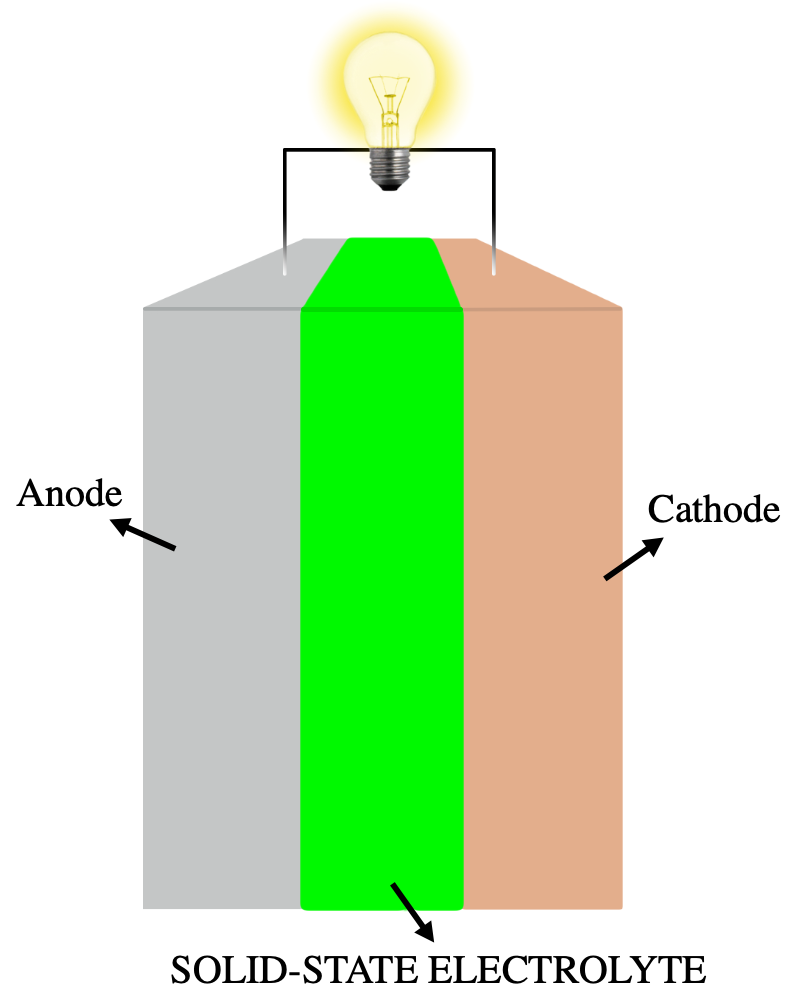
Baterie cu stare solidă completă, cu electrolit în stare solidă.

## Istorie
Primii electroliți solizi anorganici au fost descoperiți de Michael Faraday în secolul al XIX-lea. Printre aceștia se numără sulfura de argint (Ag2S) și fluorura de plumb (II) (PbF2). Descoperirea polimerilor conductori ionici solizi a urmat în anii 1970, odată cu sinteza PEO de către V. Wright. Importanța acestei descoperiri a fost recunoscută la începutul anilor 1980.
Deși electroliții solizi au o istorie lungă, rămân probleme fundamentale nerezolvate legate de înțelegerea pe deplin a comportamentului bateriilor cu stare solidă, în special în zona interfețelor electrochimice. Creșterea cererii pentru vehicule electrice cu rază lungă de acțiune a impulsionat cercetarea și dezvoltarea bateriilor cu stare solidă. Avantajele lor în materie de siguranță și performanță le fac o soluție promițătoare pentru a depăși limitările actuale ale chimiei Li-ion.
O descoperire semnificativă a fost realizată în martie 2020 de Institutul Avansat de Tehnologie Samsung (SAIT). Ei au prezentat o baterie cu stare solidă (ASSB) care utilizează un electrolit solid pe bază de argirodită. Bateria a atins o densitate de energie de 900 Wh L-1 și o ciclabilitate stabilă de peste 1000 de cicluri, depășind pentru prima dată pragul de 1000 Wh L−1.

## Proprietăți
Pentru ca bateriile cu stare solidă (SSB) și electroliții solizi (SE) să devină o forță majoră pe piață, trebuie să îndeplinească o serie de criterii cheie de performanță. Iată principalele aspecte pe care un SSB/SE ar trebui să le satisfacă:
- Conductivitate ionică: SSB-urile au suferit în trecut de conductivitate ionică scăzută, din cauza cineticii interfațiale slabe și a mobilității ionilor. Un SE cu conductivitate ionică ridicată este esențial. Aceasta poate fi măsurată prin spectroscopie de impedanță electrochimică (EIS) și ar trebui să fie de cel puțin 10−4 S cm−1[18].
- Densitate energetică volumetrică: Pe lângă conductivitatea ionică ridicată, candidatul trebuie să poată fi stivuit compact, oferind o densitate energetică mare pentru vehiculele electrice. O densitate volumetrică ridicată este necesară pentru a crește autonomia vehiculelor electrice între încărcări.[19]
- Densitate a puterii: Este esențială o densitate a puterii suficientă (W/L) pentru a asigura disponibilitatea energiei atunci când este necesară, influențând și viteza de încărcare și descărcare.
- Durata de viață: Sunt necesare cicluri lungi și o durată de viață extinsă, deoarece bateriile Li-ion convenționale se degradează în timp.
- Număr de transfer ionic: Un număr mare de transfer ionic (cât mai aproape de 1) este important și poate fi măsurat prin cronoamperometrie (CA) și analiză EIS.[19]
- Stabilitate termică, mecanică și electrochimică: SSB-urile pot suferi variații mari de volum și solicitări mecanice în timpul funcționării. Stabilitatea electrochimică la potențiale ridicate este benefică pentru o densitate energetică mare. Rezistența mecanică ridicată (cel puțin zeci de MPa) poate fi măsurată prin testul de tracțiune. Ferestrele largi de stabilitate electrochimică (ESW) (cel puțin 4-5 V) pot fi măsurate prin voltametrie liniară de baleiaj (LSV) sau voltametrie ciclică (CV).[20][20]
- Compatibilitate: SE trebuie să fie compatibil cu materialele electrozilor utilizate în baterii, deoarece rezistența în SSB-uri poate crește din cauza zonei limitate de contact dintre electrolit și materialele electrodului. De asemenea, trebuie să fie stabil în contact cu metalul de litiu și ușor de utilizat în dispozitive electronice portabile. Compatibilitatea cu materialul electrodului poate fi măsurată prin analiză EIS repetată pe mai multe zile consecutive.[21]
- Tehnologii de fabricație economice: Dacă SE conține materiale scumpe, cum ar fi Ge, costul de producție va crește semnificativ. Producerea unui SSB exemplar necesită tehnologii de fabricație eficiente, cum ar fi dispersia particulelor, amestecarea mecanică și formarea peliculei.

Este dificil ca un singur material să satisfacă toate criteriile enumerate mai sus. Prin urmare, pot fi utilizate o serie de alte abordări, cum ar fi un sistem electrolitic hibrid care combină avantajele electroliților anorganici și polimerici.

## Categorii
Electroliții în stare solidă (SSE) îndeplinesc același rol ca un electrolit lichid tradițional, dar se disting prin starea lor solidă. Se clasifică în electroliți în stare solidă (ESE) și electroliți în stare cvasi-solidă (QSSE). ESE se subdivizează în electrolit solid anorganic (ISE), electrolit polimer solid (SPE) și electrolit polimer compozit (CPE). ISE sunt compuși anorganici cu conductivitate ionică, SPE conțin lanțuri polimerice cu grupări substituționale care facilitează conductivitatea ionică, iar CPE combină caracteristicile ISE și SPE. QSSE, cunoscut și sub numele de electrolit polimer gel (GPE), este o membrană independentă care conține o cantitate specifică de component lichid imobilizat în interiorul matricei solide. Spre deosebire de ESE, QSSE nu prezintă o structură cristalină ordonată. Nomenclaturile SPE și GPE sunt adesea folosite interschimbabil, deși prezintă mecanisme distincte de conducere ionică. SPE-urile conduc ionii prin interacțiunea cu grupările substituționale ale lanțurilor polimerice, în timp ce GPE-urile conduc ionii în principal în solventul sau plastifiantul inclus.

### Electrolit în stare solidă
Electroliții în stare solidă (SSE) se împart în electroliți solizi anorganici (ISE), electroliți polimeri solizi (SPE) și electroliți polimeri compoziti (CPE). Spre deosebire de electroliții lichizi tradiționali, SSE sunt solizi la temperatura camerei, permițând mișcarea ionică în stare solidă. Avantajul principal al SSE este eliminarea completă a componentelor lichide, sporind semnificativ siguranța dispozitivelor care le utilizează. Cu toate acestea, conductivitatea ionică a SSE este, în general, mai mică decât cea a electroliților lichizi echivalenți, reprezentând o limitare importantă.

#### Electrolit solid anorganic (ISE)
Electroliții solizi anorganici (ISE) reprezintă o categorie specifică de electroliți în stare solidă, compuși din materiale anorganice în stare cristalină sau sticloasă care permit conductivitatea ionică prin difuzie în interiorul rețelei. Principalele avantaje ale ISE includ o conductivitate ionică ridicată (de ordinul a câțiva mS cm−2 la temperatura camerei), un modul elastic semnificativ (de ordinul GPa) și un număr mare de transfer, comparativ cu alte clase de electroliți în stare solidă. Totuși, ISE prezintă și anumite dezavantaje. Fragilitatea lor le afectează compatibilitatea și stabilitatea la contact cu electrozii, ducând la o creștere rapidă a rezistenței interfaciale și la dificultăți în transpunerea rezultatelor obținute în cercetare la scară industrială. Compoziția ISE poate fi bazată pe oxizi, sulfuri sau fosfați. Structura lor cristalină include LISICON⁠(d) (conductor superionic de litiu) (de exemplu LGPS, LiSiPS, LiPS), argirodite (de exemplu Li6PS5X, X = Cl, Br, I), granate (LLZO⁠(d)), NASICON⁠(d) (conductor superionic de sodiu) (de exemplu LTP, LATP, LAGP⁠(d)), nitruri de litiu (de exemplu Li3N), hidruri de litiu (LiBH4), fosidotrielați de litiu și fosidotetrelați, perovskiți (de exemplu, titanat de lantan de litiu, „LLTO”), halogenuri de litiu (LYC, LYB), RbAg4I5. Pe lângă ISE cristaline, există și variante ceramice din sticlă, care prezintă o stare amorfă în locul structurii cristaline clasice. Exemple populare includ oxinitrura de litiu fosfor (LIPON) și tiofosfații de litiu (Li2S–P2S5).

#### Electrolit polimer solid (SPE)
Electrolitul polimer solid (SPE) este definit ca o soluție de sare fără solvent încorporată într-un material gazdă polimeric, care permite conductivitatea ionică prin intermediul lanțurilor polimerice. Spre deosebire de ISE-uri, SPE-urile prezintă o procesabilitate semnificativ îmbunătățită, în general prin turnare în soluție, făcându-le extrem de compatibile cu producția la scară largă. De asemenea, se remarcă prin elasticitate și plasticitate sporite, oferind stabilitate la interfață, flexibilitate și rezistență la modificările de volum în timpul funcționării. Caracteristicile ideale ale unui SPE includ o bună dizolvare a sărurilor de litiu, o temperatură scăzută de tranziție sticloasă (Tg), compatibilitate electrochimică cu materialele comune pentru electrozi, un grad scăzut de cristalinitate, stabilitate mecanică și sensibilitate redusă la temperatură. Totuși, SPE-urile prezintă, în general, o conductivitate ionică mai mică decât ISE-urile și o capacitate de încărcare rapidă limitată. Un exemplu relevant este SPE-ul pe bază de PEO, primul polimer în stare solidă pentru care s-a demonstrat conductivitate ionică prin interacțiune atât intramoleculară, cât și intramoleculară, datorită mișcării segmentare a lanțurilor polimerice și capacității mari de complexare ionică a grupărilor eterice. Cu toate acestea, SPE-urile pe bază de PEO suferă de o conductivitate ionică scăzută la temperatura camerei (10−5 S cm−1) din cauza gradului ridicat de cristalinitate. Principalele alternative la SPE-urile pe bază de polieter includ policarbonații, poliesterii, polinitrilii (de exemplu PAN), polialcoolii (de exemplu PVA), poliaminele (de exemplu PEI), polisiloxanul (de exemplu PDMS) și fluoropolimerii (de exemplu PVDF, PVDF-HFP). Biopolimerii precum lignina, chitosanul și celuloza câștigă tot mai multă atenție ca SPE-uri de sine stătătoare sau în amestec cu alți polimeri, datorită compatibilității lor cu mediul și capacității semnificative de complexare a sărurilor. De asemenea, sunt explorate diverse strategii pentru a crește conductivitatea ionică a SPE-urilor și raportul amorf-cristalin.
Electrolitul polimer compozit (CPE) se obține prin introducerea de particule ca materiale de umplutură în soluția de polimer. Particulele pot fi inerte la conductivitatea Li+ (Al2O3, TiO2, SiO2, MgO, zeolit, montmorillonit, ...), având ca scop principal reducerea cristalinității, sau pot fi active (LLTO, LLZO, LATP...) dacă se utilizează particule ISE dispersate. Nomenclatura utilizată frecvent depinde de raportul polimer/anorganic, diferențiind ceramica-în-polimer și polimer-în-ceramică. Tehnici precum copolimerizarea, reticularea, întrepătrunderea, și amestecarea pot fi utilizate ca strategii de coordonare polimer/polimer pentru a ajusta proprietățile SPE-urilor și a obține performanțe îmbunătățite. Introducerea grupărilor polare precum eterii, carbonilii sau nitrilii în lanțurile polimerice contribuie semnificativ la îmbunătățirea dizolvării sărurilor de litiu.

### Electrolit cvasi-solid

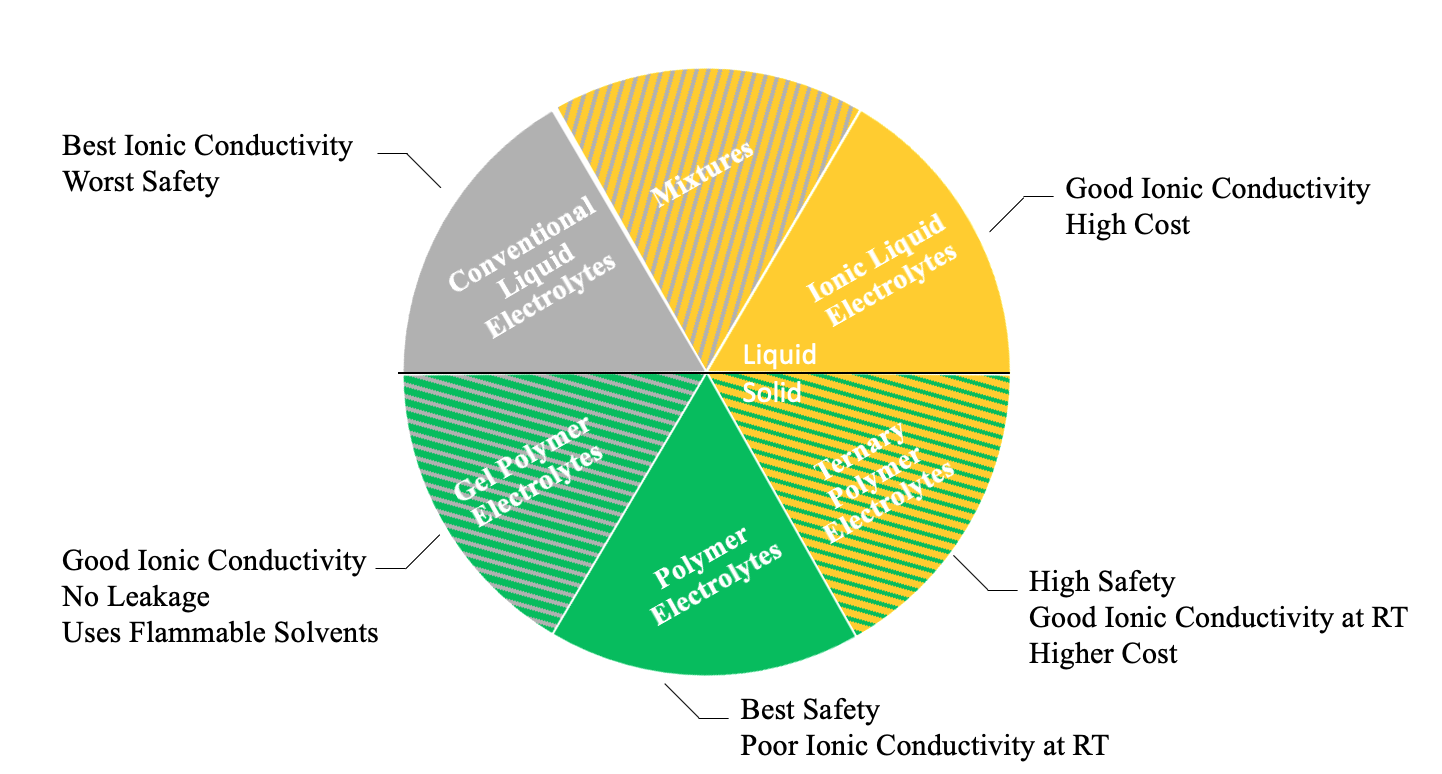
Compararea diferiților electroliți în stare cvasi-solidă pe bază de polimeri.

Electroliții în stare cvasi-solidă (QSSE) sunt o clasă largă de materiale compozite, formate dintr-un electrolit lichid și o matrice solidă. Electrolitul lichid asigură calea de percolare pentru conductivitatea ionică, în timp ce matricea solidă conferă stabilitate mecanică ansamblului. QSSE-urile prezintă o varietate de proprietăți mecanice, de la materiale rigide asemănătoare solidelor la cele sub formă de pastă, conform numelui sugestiv. Există diverse categorii de QSSE, printre care:
- Electroliți polimeri în gel (GPE)
- Electroliți Ionogel[69]
- Electroliți în gel (cunoscuți și sub denumirea de electroliți „nisip umed”)

GPE-urile, cel mai comun tip de QSSE, prezintă un mecanism de conducere ionică distinct de SPE-urile care conduc ionii prin interacțiunea cu grupările substituționale ale lanțurilor polimerice. GPE-urile conduc ionii în principal în solvent, care acționează ca plastifiant. Solventul crește conductivitatea ionică și înmoaie electrolitul pentru un contact interfacial îmbunătățit. Matricea GPE-urilor constă dintr-o rețea polimerică umflată cu un solvent care conține ionii activi (de exemplu, Li+, Na+, Mg2+ etc.). Această structură permite compozitului să combine proprietățile mecanice ale solidelor cu proprietățile de transport ridicate ale lichidelor. O varietate de gazde polimerice au fost utilizate în GPE, inclusiv PEO, PAN, PMMA, PVDF-HFP etc. Polimerii sunt sintetizați cu porozitate crescută pentru a încorpora solvenți precum carbonat de etilenă (EC), carbonat de propilenă (PC), carbonat de dietil (DEC) și carbonat de dimetil (DMC). Polietilenglicolul (PEG) cu greutate moleculară mică sau alți eteri sau solvenți organici aprotici cu constantă dielectrică ridicată, cum ar fi dimetilsulfoxidul (DMSO), pot fi, de asemenea, amestecați în matricea SPE. Reticularea UV și termică sunt metode utile pentru polimerizarea in-situ a GPE direct în contact cu electrozii, asigurând o interfață perfect aderentă. Valorile conductivității ionice de ordinul a 1 mS cm−1 pot fi ușor obținute cu GPE-uri, conform numeroaselor studii de cercetare publicate.
Subclase emergente de QSSE:
- Ionogeluri: Utilizează lichide ionice ca solvenți, oferind avantaje precum neinflamabilitate și stabilitate la temperaturi ridicate.[69][78] Materialele matrice pot varia de la polimeri[79] la nanomateriale anorganice.[67] Asigură stabilitate mecanică (modul de stocare de până la 1 MPa sau mai mare) și conductivități ionice de ordinul a 1 mS cm-1 fără solvenți inflamabili.

- Electroliți de gel (nisip umed): Pot atinge conductivități ionice asemănătoare lichidelor (~10 mS cm-1) în stare solidă. Utilizează nanoparticule de SiO2 și solvenți cu vâscozitate scăzută (de exemplu, carbonat de etilenă (EC)) pentru a crea un gel cu proprietăți ajustabile prin modificarea încărcării matricei.[80] Conținutul de matrice (10-40% în greutate) influențează proprietățile mecanice (de la pastă moale la gel dur). Există un compromis între rezistența mecanică și conductivitatea ionică, unul crescând odată cu celălalt scăzând.[66] Cu toate acestea, există un compromis între rezistența mecanică și conductivitatea ionică pe măsură ce unul crește odată cu schimbarea conținutului de matrice, celălalt suferă.[81] Cu toate acestea, conținutul de matrice poate oferi beneficii suplimentare, cum ar fi un număr îmbunătățit de transfer de transfer de litiu datorită materialelor matricei funcționalizate.[82]

Dezvoltarea combinației optime de matrice și solvent pentru QSSE este un domeniu activ de cercetare.

## Oportunități

Formarea necontrolată a dendritelor de litiu

Versatilitatea și proprietățile electroliților în stare solidă (SSE) extind posibilitățile de aplicare a bateriilor către densități mari de energie și chimii mai ieftine, limitate de tehnologia actuală a bateriilor Li-ion. Implementarea unui SSE în arhitectura bateriei permite utilizarea litiului metalic ca material pentru anod, oferind o densitate energetică semnificativ mai mare datorită capacității sale specifice ridicate de 3860 mAh g−1. Utilizarea unui anod de litiu metalic (LMA) este problematică în electroliții lichizi din cauza creșterii dendritice a electrodului Li, care poate duce la scurtcircuite după un număr redus de cicluri. Alte probleme includ expansiunea volumului, reactivitatea interfeței cu electrolitul solid (SEI) și formarea „litiului mort”. SSE-urile asigură un contact omogen cu electrodul metalic de litiu și oferă proprietățile mecanice necesare pentru a preveni depunerea necontrolată a ionilor Li+ în timpul fazei de încărcare. De asemenea, SSE-urile găsesc o aplicație promițătoare în bateriile cu litiu-sulf, rezolvând problema crucială a „efectului de navetă” a polisulfurilor prin blocarea dizolvării speciilor de polisulfură în electrolit, care duce la o degradare rapidă a capacității.